# Cecil Ernest Claude Fischer
Cecil Ernest Claude Fischer (n. 1874, Bombay, India Britanică – d. 1950) a fost un botanist britanic născut în Bombay din părinți de origine europeană. 
Fisher a lucrat pentru Indian Forest Service - Serviciul forestier al Indiei.

## Viață
Fischer s-a născut în Bombay / Mumbai, India la data de 9 iulie 1874.

### Educație
Înainte de pregătirea sa universitară, Fischer fusese educat în Elveția și Anglia. Din 1892 până în 1895, a urmat Colegiul Regal de Inginerie din India (numit și Colegiul Cooper's Hill), unde a studiat silvicultura.
Prima sa detașare profesională, în 1895, a fost în Serviciul Forestier Indian din Președinția Madras, una din provinciile  Indiei Britanice. În 1907 a lucrat ca entomolog în Dehradun. Din 1915 până în 1917 a ajutat la administrarea Colegiului Forestier Madras (acum numit Departamentul Forestier Tamil Nadu). Între 1919 și 1920 a predat silvicultură la Universitatea din Oxford.

### Conservaționist
Între 1920 și 1923, Fischer a lucrat în calitate de conservaționist al pădurilor din Madras. S-a pensionat din Serviciul forstier al Indiei (în engleză Indian Forest Service) în 1926. Între anii 1926 – 1940, a lucrat ca asistent pentru India la Ierbariul Grădinilor Regale (în engleză Herbarium of the Royal Botanic Gardens, Kew.

## Recunoaștere
Fischer este authoritate de desemnare pentru cel puțin 277 de taxonomii, incluzând: IPNI. List of plant names with authority C.E.C.Fisch..
The Fischer Herbarium – Ierbariul Fischer, de la Institute of Forest Genetics and Tree Breeding din Coimbatore, Tamil Nadu este numit în onoarea botanistului, care a fost C.E.C. Fischer.